# Бехман, Фридеман
Фридеман Бехман (нем. Friedemann Bechmann, 26 июля 1628, Эллебен — 9 марта 1703, Йена, Саксен-Веймар) — немецкий лютеранский богослов.

## Жизнь
Фридеман Бехман родился в Эллебене, маленьком городке в княжестве Шварцбург-Зондерсгаузен, недалеко на север от Эрфурта. Его отец, Андреас Бехман, был церковным пастором родом из Ремды, неподалёку. Отец умер в 1633 году, а после того, как его мать, урожденная Анна Мария Гласс, также умерла в 1637 году, его усыновил брат матери, врач Бальтазар Гласс, и он вырос в Арнштадте. Позже его приняла к себе другая родственница его матери, Саломо Гласс, и он получил образование в гимназии (средней школе) в Готе, где его учителями были Андреас Рейер, а в 1647—1649 годах Георг Хесс.
В 1649 году Бехманн перешёл в Йенский университет, где поступил на изучение философии и богословия. 5 августа 1651 года ему была присвоена степень магистра. На философском факультете он посещал лекции и учебные занятия, проводимые Иоганном Цейсольдом (1599–1667), Даниэлем Шталем (1589–1654), Паулем Слефогтом (1596–1655) и Иоганном Кристфридом Сагиттариусом (1617–1689). Среди тех, кто учил его на богословском факультете, были Иоганн Мусей (1613–1681), Христиан Хемниц (1615–1666) и Иоганн Эрнст Герхард старший.
После смерти Шталя в 1654 году он получил постоянную должность «адъюнкта» по философии в университете, а 16 января 1656 года Бехман занял кафедру Шталя в качестве профессора логики и философии. В 1668 году он также стал профессором богословия, заняв должность, освободившуюся после смерти Иоганна Эрнста Герхарда, и получил почётную степень доктора богословия.
Он был назначен ректором университета на летний семестр 1665 года. Его второе назначение ректором пришлось на зимний семестр 1671 года. Ректоры в Йене всегда назначались на шестимесячный срок: между 1665 и 1697 годами Фридеман Бехман семь раз занимал пост ректора Йенского университета.
Фридеман Бехман умер в Йене 9 марта 1703 года.

## Семья
Фридеман Бехман был женат дважды. Его первый брак был заключён в 1659 году с Маргарет Рот (1641–1665). Известно, что у пары родился сын:
- Андреас Бехман (1662–1720), ставший успешным врачом.

Второй брак Бехмана был заключён в 1666 году с Региной Марией Фришмут. Она была дочерью Иоганна Фришмута, университетского профессора востоковедения. По матери она также была внучкой старого наставника Бехмана, Пауля Слефогта. Известно, что в этом браке родилось пятеро детей:
- Кристина Мария Бехман (умершая раньше своего отца). Она вышла замуж за врача Иоахима Зеека.
- Иоганн Тобиас Бехман (умерший раньше своего отца)
- Анна Мария Бехман, вышедшая замуж за консисториального асессора Кристиана Хюбнера.
- Элизабет Магдалена Бехман
- Генрих Фридеман Бехман

## Избранные труды
Известно, что многочисленные диспуты Бехмана были созданы в контексте его преподавательской деятельности. Они были добавлены в качестве дополнительных разделов к работам, созданным его учениками. Из его самостоятельных работ заслуживают упоминания следующие:
- Systema Physicum. Jena 1665, 1675
- Institutiones Logicae ex Aristotele eijusque optimis tum Graecis tum Latinis interpretibus concinnatae. Jena 1667, 1670, 1677, Leipzig & Gotha 1691 (8. Aufl.)
- De modo Solvendi Sophismata Tractatus Logicus. Jena 1667 (Online), Gera 1671
- Frommer Christen Heimfahrt oder Leich-Predigt, bei Beerdigung Herrn Joh. Andr. Bosii, P.P. Jena 1674
- In Augustanam Confessionem. Jena 1677
- Annotationes uberiores in Compendium Hutteri Theologiam polemicam. Jena 1690, 1692
- Theologiam polemicam, conscientiania. Frankfurt & Leipzig 1698, 1702
- Haeresiographia, in qua per singula secula ostenditur, quomodo Satanas Christum eiusque Ecclesiam per falsa dogmata oppugnauerit. Jena 1700
- Institutiones Theologicas, in quibus articuli fidei tractantur, usus practici eruuntur, casus dubii et difficiles enodantur et variae questiones soluuntur. Jena 1701, 1707
- Annotationes ad D. Jo. Olearii Tabulas Theologiae moralis. Jena 1702
- Gottseliges vergieß mein nicht, d. i. Christl. und erbauliche Betrachtung der letzten Dinge des Menschen. Jena 1701